# Copa Mundial Junior de Hockey Masculino de 2023
La Copa Mundial Junior de Hockey Masculino de 2023 fue la decimotercera edición del torneo de selecciones masculinas juveniles de hockey sobre césped. Se celebró entre el 5 y el 16 de diciembre de 2023 en Kuala Lumpur, Malasia.
El campeón fue Alemania, que ganó su séptimo título mundial luego de vencer en la final a Francia por 2-1.

## Formato
En la fase de grupos las 16 selecciones participantes serán divididas en cuatro grupos de cuatro equipos cada uno. Los grupos se jugarán por el sistema de todos contra todos.
Pasaron a la fase final los dos mejores equipos de cada grupo, en tanto que los dos restantes quedaron eliminados. En la fase final jugaron cuartos de final, semifinales y final mediante el sistema de eliminación directa. Los ocho equipos eliminados en la fase de grupos disputaron sus posiciones finales en la clasificación del 9.º al 16.º puesto.

## Clasificación
Además de Malasia, clasificada automáticamente como la anfitriona, las otras 15 selecciones participantes lograron su plaza a través de sus torneos continentales.
| Competición                         | Fecha                 | Sede         | Plazas | Clasificados                                 |
| ----------------------------------- | --------------------- | ------------ | ------ | -------------------------------------------- |
| País anfitrión                      |                       | Kuala Lumpur | 1      | Malasia                                      |
| Campeonato EuroHockey Junior 2022   | 24-30 de julio        | Gante        | 5      | Países Bajos Alemania Bélgica España Francia |
| Copa Ocenía Junior 2022             | 8-11 de diciembre     | Canberra     | 2      | Australia Nueva Zelanda                      |
| Copa África Junior 2023             | 12-16 de marzo        | Ismailía     | 2      | Sudáfrica Egipto                             |
| Campeonato Panamericano Junior 2023 | 10-17 de abril        | Bridgetown   | 3      | Argentina Canadá Chile                       |
| Copa Asia Junior 2023               | 23 de mayo-1 de junio | Salalah      | 3      | India Pakistán Corea del Sur                 |

## Árbitros
La FIH designó los siguientes 14 árbitros:
| - MEISSNER Tim - NEWMAN Zeke - UNKLES James - YOU Hyosik - PETERS Benjamin - RAJPUT Sourabh - BALE Bruce | - BENNETT Nick - ILGRANDE Antonio - KINOSHITA Hideki - KAMARUDDIN Nazmi - NICHOL Bevan - ZWIERZCHOWSKI Lukasz - Von HOESSLIN Jonathan |

## Fase de grupos
Los grupos se establecieron con base en la Clasificación Mundial Júnior de la FIH.

### Grupo A
| Equipo    | J | G | E | P | GF | GC | Pts |
| --------- | - | - | - | - | -- | -- | --- |
| Argentina | 3 | 3 | 0 | 0 | 13 | 0  | 9   |
| Australia | 3 | 2 | 0 | 1 | 12 | 4  | 6   |
| Malasia   | 3 | 1 | 0 | 2 | 9  | 10 | 3   |
| Chile     | 3 | 0 | 0 | 3 | 2  | 22 | 0   |

| 5 de diciembre | Argentina      | 1:0     | Australia |                                     |                                     |
|                | Nardolillo 58' | Reporte |           | Árbitro(s): Nick Bennett You Hyosik | Árbitro(s): Nick Bennett You Hyosik |

| 5 de diciembre | Malasia                                                     | 7:1     | Chile        |                                                  |                                                  |
|                | Shamsul 41' · Suhaimi 47', 55' · Jeffrynus 36' · Misron 39' | Reporte | 34' Wolansky | Árbitro(s): Benjamin Peters Lucasz Zwierzchowski | Árbitro(s): Benjamin Peters Lucasz Zwierzchowski |

| 6 de diciembre | Australia                                                                 | 7:1     | Chile     |                                             |                                             |
|                | Burns 11' · Foster 17' · Marais 20', 52', 53' · Geddes 30' · Mathison 47' | Reporte | 14' Muñoz | Árbitro(s): Sourabh Rajput Antonio Ilgrande | Árbitro(s): Sourabh Rajput Antonio Ilgrande |

| 6 de diciembre | Malasia | 0:4     | Argentina                                                         |                                       |                                       |
|                |         | Reporte | 20' Capurro · 28' Aguirregomezcorta · 44' Minadeo · 48' Fernández | Árbitro(s): Bevan Nichol Tim Meissner | Árbitro(s): Bevan Nichol Tim Meissner |

| 8 de diciembre | Argentina                                                                                              | 8:0     | Chile |                                                    |                                                    |
|                | Nardolillo 17' · Rey 21' · Capurro 33', 49', 50' · Minadeo 55' · Rodríguez 59' · Aguirregomezcorta 60' | Reporte |       | Árbitro(s): Antonio Ilgrande Jonathan von Hoesslin | Árbitro(s): Antonio Ilgrande Jonathan von Hoesslin |

| 8 de diciembre | Australia                                    | 5:2     | Malasia |                                     |                                     |
|                | Burns 2' · Lambeth 6', 28' · Geddes 15', 45' | Reporte |         | Árbitro(s): Bruce Bale Tim Meissner | Árbitro(s): Bruce Bale Tim Meissner |

### Grupo B
| Equipo    | J | G | E | P | GF | GC | Pts |
| --------- | - | - | - | - | -- | -- | --- |
| Francia   | 3 | 3 | 0 | 0 | 10 | 5  | 9   |
| Alemania  | 3 | 1 | 0 | 1 | 15 | 5  | 6   |
| Sudáfrica | 3 | 1 | 0 | 1 | 10 | 11 | 3   |
| Egipto    | 3 | 0 | 0 | 3 | 3  | 16 | 0   |

| 5 de diciembre | Francia                                      | 3:1     | Egipto     |                                           |                                           |
|                | Morcrette 21' · Mat. Clément 25' · Denis 38' | Reporte | 49' Elhadi | Árbitro(s): Nazmi Kamaruddin Bevan Nichol | Árbitro(s): Nazmi Kamaruddin Bevan Nichol |

| 5 de diciembre | Alemania                                                                | 5:3     | Sudáfrica                                |                                        |                                        |
|                | Glander 5' · Sperling 10' · Holdermann 24' · Poljaric 41' · Hasbach 59' | Reporte | 24' Tshebi · 39' Brooker · 53' Neethling | Árbitro(s): Zeke Newman Sourabh Rajput | Árbitro(s): Zeke Newman Sourabh Rajput |

| 6 de diciembre | Sudáfrica                                  | 3:2     | Egipto         |                                               |                                               |
|                | Le Forestier 11' · Davis 14' · Brooker 26' | Reporte | 22', 38' Ragab | Árbitro(s): Lukasz Zwierzchowski Nick Bennett | Árbitro(s): Lukasz Zwierzchowski Nick Bennett |

| 6 de diciembre | Francia             | 2:0     | Alemania |                                          |                                          |
|                | J. Verrier 10', 40' | Reporte |          | Árbitro(s): Benjamin Peters James Unkles | Árbitro(s): Benjamin Peters James Unkles |

| 8 de diciembre | Sudáfrica                                            | 4:5     | Francia                                                                       |                                              |                                              |
|                | Neethling 14' · Oliphant 15' · Le Forestier 21', 25' | Reporte | 1' J. Verrier · 4' Branicki · 15' Denis · 22' Mat. Clément · 27' Haertelmeyer | Árbitro(s): Lukasz Zwierzchowski Zeke Newman | Árbitro(s): Lukasz Zwierzchowski Zeke Newman |

| 8 de diciembre | Alemania | 10:0    | Egipto |                                       |                                       |
|                | Sperling 10', 25' · Berendts 14', 50', 58' · Holdermann 17', 22' · Brilla 19' · Struthoff 32' · Glander 42' | Reporte |        | Árbitro(s): You Hyosik Sourabh Rajput | Árbitro(s): You Hyosik Sourabh Rajput |

### Grupo C
| Equipo        | J | G | E | P | GF | GC | Pts |
| ------------- | - | - | - | - | -- | -- | --- |
| España        | 3 | 3 | 0 | 0 | 19 | 3  | 9   |
| India         | 3 | 2 | 0 | 1 | 15 | 7  | 6   |
| Corea del Sur | 3 | 1 | 0 | 2 | 8  | 13 | 3   |
| Canadá        | 3 | 0 | 0 | 3 | 2  | 21 | 0   |

| 5 de diciembre | España                                                                                   | 7:0     | Canadá |                                                |                                                |
|                | Álvarez 2' · Cabré-Verdiell 11' · Rafi 18' · O. Bozal 44', 45' · Barutell 52' · Font 55' | Reporte |        | Árbitro(s): Tim Meissner Jonathan von Hoesslin | Árbitro(s): Tim Meissner Jonathan von Hoesslin |

| 5 de diciembre | India                               | 4:2     | Corea del Sur           |                                           |                                           |
|                | Hundal 11', 16', 41' · Amandeep 30' | Reporte | 38' Lim D. · 45' Kim M. | Árbitro(s): James Unkles Antonio Ilgrande | Árbitro(s): James Unkles Antonio Ilgrande |

| 7 de diciembre | Corea del Sur             | 4:1     | Canadá    |                                           |                                           |
|                | Lim D. 37', 38', 42', 46' | Reporte | 24' Thind | Árbitro(s): Hideki Kinoshita Nick Bennett | Árbitro(s): Hideki Kinoshita Nick Bennett |

| 7 de diciembre | España                                 | 4:1     | India     |                                     |                                     |
|                | Cabré-Verdiell 1', 41' · Rafi 18', 60' | Reporte | 33' Rohit | Árbitro(s): Bevan Nichol Bruce Bale | Árbitro(s): Bevan Nichol Bruce Bale |

| 9 de diciembre | Corea del Sur          | 2:8     | España                                                                               |                                       |                                       |
|                | Lee Se. 29' · Park 58' | Reporte | 5', 6' Cabré-Verdiell · 14' Miralles · 16' Font · 18', 26' Álvarez · 32', 35' Espino | Árbitro(s): Nick Bennett James Unkles | Árbitro(s): Nick Bennett James Unkles |

| 9 de diciembre | India | 10:1    | Canadá        |                                          |                                          |
|                | Lalage 8', 43' · Rohit 12', 55' · Lakra 23', 51' · V. Singh 42' · R. Singh 42' · Kushwaha 51' · U. Singh 58' | Reporte | 20' Nicholson | Árbitro(s): Benjamin Peters Bevan Nichol | Árbitro(s): Benjamin Peters Bevan Nichol |

### Grupo D
| Equipo        | J | G | E | P | GF | GC | Pts |
| ------------- | - | - | - | - | -- | -- | --- |
| Países Bajos  | 3 | 2 | 1 | 0 | 11 | 7  | 7   |
| Pakistán      | 3 | 1 | 2 | 0 | 8  | 4  | 5   |
| Bélgica       | 3 | 1 | 1 | 1 | 8  | 6  | 4   |
| Nueva Zelanda | 3 | 0 | 0 | 3 | 1  | 11 | 0   |

| 6 de diciembre | Países Bajos                                       | 3:3     | Pakistán                              |                                   |                                   |
|                | Aardenburg 21' · Van der Veen 30' · Hortensius 47' | Reporte | 32' Liaqat · 36' Khan · 55' Ar. Ahmad | Árbitro(s): Bruce Bale You Hyosik | Árbitro(s): Bruce Bale You Hyosik |

| 6 de diciembre | Bélgica                                                        | 4:0     | Nueva Zelanda |                                          |                                          |
|                | Labouchere 18' · Vloeberghs 18' · Depelsenaire 21' · Crols 34' | Reporte |               | Árbitro(s): Hideki Kinoshita Zeke Newman | Árbitro(s): Hideki Kinoshita Zeke Newman |

| 7 de diciembre | Pakistán                          | 4:0     | Nueva Zelanda |                                                |                                                |
|                | Liaqat 19', 30', 54' · Shahid 32' | Reporte |               | Árbitro(s): Jonathan von Hoesslin James Unkles | Árbitro(s): Jonathan von Hoesslin James Unkles |

| 7 de diciembre | Bélgica                          | 3:5     | Países Bajos                                             |                                              |                                              |
|                | Labouchere 10', 35' · Langer 12' | Reporte | 9', 60' Boers · 18' Van der Veen · 40' Veen · 53' Boeren | Árbitro(s): Nazmi Kamaruddin Benjamin Peters | Árbitro(s): Nazmi Kamaruddin Benjamin Peters |

| 9 de diciembre | Países Bajos                           | 3:1     | Nueva Zelanda |                                           |                                           |
|                | Hortensius 19', 31' · Van der Veen 22' | Reporte | 33' Nicolson  | Árbitro(s): Hideki Kinoshita Tim Meissner | Árbitro(s): Hideki Kinoshita Tim Meissner |

| 9 de diciembre | Pakistán      | 1:1     | Bélgica       |                                          |                                          |
|                | Ar. Ahmad 42' | Reporte | 3' Vloeberghs | Árbitro(s): Zeke Newman Nazmi Kamaruddin | Árbitro(s): Zeke Newman Nazmi Kamaruddin |

## Ronda consuelo

### Clasificación del 9.º al 16.º
| 11 de diciembre | Malasia | 4:1     | Egipto         |                                         |                                         |
|                 |         | Reporte | 59' Abdelmonem | Árbitro(s): Hideki Kinoshita You Hyosik | Árbitro(s): Hideki Kinoshita You Hyosik |

| 11 de diciembre | Bélgica                                                                                       | 12:0    | Canadá |                                              |                                              |
|                 | Luyten 2', 4', 10', 56' · Balthazar 20', 38', 58' · Labouchere 34', 35', 42', 52' · Crols 53' | Reporte |        | Árbitro(s): Bruce Bale Jonathan von Hoesslin | Árbitro(s): Bruce Bale Jonathan von Hoesslin |

| 11 de diciembre | Sudáfrica                                                       | 5:1     | Chile       |             |             |
|                 | Ditlhakanyane 3' · Tshebi 12' · Neethling 32', 37' · Ansell 53' | Reporte | 46' De Witt | Árbitro(s): | Árbitro(s): |

| 11 de diciembre | Corea del Sur           | 2:3     | Nueva Zelanda                          |                                                   |                                                   |
|                 | Lim J. 10' · Lim D. 38' | Reporte | 27' Elmes · 37' Hickson · 48' Cosslett | Árbitro(s): Antonio Ilgrande Lukasz Zwierzchowski | Árbitro(s): Antonio Ilgrande Lukasz Zwierzchowski |

### Del 13.º al 16.º
| 13 de diciembre | Egipto                          | 1:1 (3:2 p.)               | Canadá                                     |                                                    |                                                    |
|                 | Awad 31'                        | Reporte                    | 12' M. Sidhu                               | Árbitro(s): Jonathan von Hoesslin Antonio Ilgrande | Árbitro(s): Jonathan von Hoesslin Antonio Ilgrande |
|                 |                                 | Tiros desde el punto penal |                                            |                                                    |                                                    |
|                 | Aldelmonem Ali Awad Kamal Ragab |                            | Nicholson J. Sidhu M. Sidhu De Souza Thind |                                                    |                                                    |

| 13 de diciembre | Chile     | 1:2     | Corea del Sur        |                                                  |                                                  |
|                 | Muñoz 25' | Reporte | 52' Seo · 54' Kim D. | Árbitro(s): Lukasz Zwierzchowski Benjamin Peters | Árbitro(s): Lukasz Zwierzchowski Benjamin Peters |

#### Decimoquinto puesto
| 15 de diciembre | Canadá    | 1:4     | Chile                                       |                                                   |                                                   |
|                 | Thind 28' | Reporte | 13', 57' Wolansky · 18' Muñoz · 55' Richard | Árbitro(s): Lukasz Zwierzchowski Hideki Kinoshita | Árbitro(s): Lukasz Zwierzchowski Hideki Kinoshita |

#### Decimotercer puesto
| 15 de diciembre | Egipto                              | 3:4     | Corea del Sur                        |                                           |                                           |
|                 | Kamal 26' · Ragab 38' · Mokhtar 51' | Reporte | 28' Choi · 29' Ryu · 36', 59' Lim D. | Árbitro(s): Tim Meissner Antonio Ilgrande | Árbitro(s): Tim Meissner Antonio Ilgrande |

### Del 9.º al 12.º
| 13 de diciembre | Malasia  | 2:2 (3:5 p.)               | Bélgica                                      |                                          |                                          |
|                 | 37', 51' | Reporte                    | Luyten 28' · Labouchere 36'                  | Árbitro(s): Zeke Newman Hideki Kinoshita | Árbitro(s): Zeke Newman Hideki Kinoshita |
|                 |          | Tiros desde el punto penal |                                              |                                          |                                          |
|                 | Liau     |                            | Bogaerts Feldheim Foubert Putters G. Hainaut |                                          |                                          |

| 13 de diciembre | Sudáfrica                                                   | 3:3 (4:3 p.)               | Nueva Zelanda                                 |             |             |
|                 | Neethling 34', 49' · Mthalane 40'                           | Reporte                    | 11' Bax · 13' Lints · 34' Hickson             | Árbitro(s): | Árbitro(s): |
|                 |                                                             | Tiros desde el punto penal |                                               |             |             |
|                 | Neethling Le Forestier Neuhoff Kahder Knott _____ Neethling |                            | Irwin J. Elmes Torr Lints Ward _____ J. Elmes |             |             |

#### Decimoprimer puesto
| 15 de diciembre | Malasia          | 2:2     | Nueva Zelanda        |                                       |                                       |
|                 | 6' · Shamsul 57' | Reporte | 4' Aldred · 9' Lints | Árbitro(s): Sourabh Rajput You Hyosik | Árbitro(s): Sourabh Rajput You Hyosik |

#### Noveno Puesto
| 15 de diciembre | Bélgica                        | 2:1     | Sudáfrica   |                                       |                                       |
|                 | Labouchere 26' · De Backer 28' | Reporte | 36' Brooker | Árbitro(s): Bevan Nichol James Unkles | Árbitro(s): Bevan Nichol James Unkles |

## Ronda campeonato

### Cuartos de final
| 12 de diciembre | Argentina   | 1:2     | Alemania                       |                                           |                                           |
|                 | Bonanno 48' | Reporte | 32' Von Montgelas · 39' Brilla | Árbitro(s): James Unkles Nazmi Kamaruddin | Árbitro(s): James Unkles Nazmi Kamaruddin |

| 12 de diciembre | Países Bajos                                    | 3:4     | India                                                 |                                          |                                          |
|                 | Boers 5' · Van der Heijden 16' · Hortensius 44' | Reporte | 34' Lalage · 35' Hundal · 52' Kushwaha · 57' U. Singh | Árbitro(s): Nick Bennett Benjamin Peters | Árbitro(s): Nick Bennett Benjamin Peters |

| 12 de diciembre | Francia                    | 3:2     | Australia      |                                       |                                       |
|                 | Jouin 17', 43' · Denis 21' | Reporte | 43', 48' Burns | Árbitro(s): Bevan Nichol Tim Meissner | Árbitro(s): Bevan Nichol Tim Meissner |

| 12 de diciembre | España                                              | 4:2     | Pakistán              |                                         |                                         |
|                 | Cabré-Verdiell 37', 45' · A. Bozal 38' · Espino 41' | Reporte | 12' Shahid · 43' Khan | Árbitro(s): Antonio Ilgrande Bruce Bale | Árbitro(s): Antonio Ilgrande Bruce Bale |

### Clasificación del 5.º al 8.º
| 14 de diciembre | Argentina | 0:1     | Países Bajos |                                           |                                           |
|                 |           | Reporte | 36' Lucieer  | Árbitro(s): Hideki Kinoshita Bevan Nichol | Árbitro(s): Hideki Kinoshita Bevan Nichol |

| 14 de diciembre | Australia                                                | 7:5     | Pakistán                                             |                                                   |                                                   |
|                 | Czinner 3', 41' · Geddes 29', 37', 40' · Foster 32', 46' | Reporte | 14', 57' Qayyum · 34' Mustafa · 48' Aslam · 60' Khan | Árbitro(s): Benjamin Peters Jonathan von Hoesslin | Árbitro(s): Benjamin Peters Jonathan von Hoesslin |

#### Séptimo puesto
| 16 de diciembre | Argentina                                                                    | 6:3     | Pakistán                |                                               |                                               |
|                 | T. Ruiz 6', 21' · Infanzón 39' · Capurro 44' · Persoglio 50' · Fernánzez 56' | Reporte | 12', 26', 49' Ar. Ahmad | Árbitro(s): Tim Meissner Lukasz Zwierzchowski | Árbitro(s): Tim Meissner Lukasz Zwierzchowski |

#### Quinto puesto
| 16 de diciembre | Países Bajos                   | 2:1     | Australia |                                                    |                                                    |
|                 | Lucieer 23' · Van der Veen 45' | Reporte | 58' Burns | Árbitro(s): Nazmi Kamaruddin Jonathan von Hoesslin | Árbitro(s): Nazmi Kamaruddin Jonathan von Hoesslin |

### Semifinales
| 14 de diciembre | Alemania                                     | 4:1     | India        |                                      |                                      |
|                 | Hasbach 8', 30' · Glander 41' · Sperling 58' | Reporte | 11' Chirmako | Árbitro(s): Zeke Newman Nick Bennett | Árbitro(s): Zeke Newman Nick Bennett |

| 14 de diciembre | Francia                                         | 3:1     | España       |                                         |                                         |
|                 | Delemazure 2' · Branicki 33' · Haertelmeyer 42' | Reporte | 15' A. Bozal | Árbitro(s): You Hyosik Nazmi Kamaruddin | Árbitro(s): You Hyosik Nazmi Kamaruddin |

#### Tercer puesto
| 16 de diciembre | India    | 1:3     | España                          |                                     |                                     |
|                 | Jojo 28' | Reporte | 25', 51' Álvarez · 40' Petchamé | Árbitro(s): James Unkles You Hyosik | Árbitro(s): James Unkles You Hyosik |

#### Final
| 16 de diciembre | Alemania                    | 2:1     | Francia        |                                    |                                    |
|                 | Cordes 32' · Holdermann 40' | Reporte | 17' J. Verrier | Árbitro(s): Bruce Bale Zeke Newman | Árbitro(s): Bruce Bale Zeke Newman |

| Bandera de Alemania |
| Campeón Alemania    |
| Séptimo título      |

## Posiciones
| Posición | Equipo        |
| -------- | ------------- |
| 1        | Alemania      |
| 2        | Francia       |
| 3        | España        |
| 4        | India         |
| 5        | Países Bajos  |
| 6        | Australia     |
| 7        | Argentina     |
| 8        | Pakistán      |
| 9        | Bélgica       |
| 10       | Sudáfrica     |
| 11       | Nueva Zelanda |
| 12       | Malasia       |
| 13       | Corea del Sur |
| 14       | Egipto        |
| 15       | Chile         |
| 16       | Canadá        |

## Premios
| Premio                   | Ganador         |
| ------------------------ | --------------- |
| Máximo goleador          | Hugo Labouchere |
| Mejor jugador del torneo | Gaspard Xavier  |
| Mejor arquero del torneo | Joshua Onyekwue |

Fuente: